# Буяр Скъндо
Буяр Скъндо е албански дипломат.
Той е посланик в България от 2006 г.
Завършва филология в Тиранския университет, „Театрална и литературна критика“ в Художествената академия, Тирана (1987), „Английски език“ и „Американска история“ в Международния център в Ню Йорк.